# Scymnus redtenbacheri
Scymnus redtenbacheri — вид божьих коровок из подсемейства Scymninae.

## Описание
Жук длиной 1,3—1,8 мм. Надкрылья чёрные, с одним большим и длинным красно-жёлтым пятном, лежащим посередине надкрылий.